# Qa'a
Qa'a (nom d'Horus: Horus-Kaa o Horus-Qaa; nom de Nebti: Qaa, Sen; nom de Nesut-Biti: Kebh, Kebehu, Qaa; nom grec: Bienekes, Ubientes, Vibentis) fou el darrer faraó de la primera dinastia de l'antic Egipte. Se li atribueix un regnat d'entre 26 (Manethó) i 33 anys. Era fill de Merqa i va tenir un fill anomenat també Merqa. No se sap com va arribar al poder. Durant el seu regnat va combatre a l'est del país. Es va trobar una estela d'aquest faraó on només porta la corona blanca de l'Alt Egipte, corona que es diu Hedjet, i des de llavors se l'anomena sovint Qa'a-Hedjet.
Està enterrat a Abidos. Segons el papir de Torí va morir amb 63 anys. A la seva tomba, es va trobar un segell amb tots els noms de faraons de la dinastia fins a ell mateix, amb Narmer com a primer esmentat. Al final del regnat, se suposa l'existència de dos faraons de breu i segurament agitat regnat, difícils de situar cronològicament: el Ocell (rei) i Sneferka.
Altres transcripcions del seu nom: Qa, Ka, Kaa, Kabeh, Kabhou, Kaja, Kebeh, Kebehou, Qebh, Qebehu, Sen, Senda, Senebty, Senmu, Ubienthes, Ubienthis.